# Славнефть
ОАО «НГК «Славнефть» — российская  нефтяная компания. По уровню нефтедобычи занимает восьмое место в РФ. Доля «Славнефти» в общем объёме добываемой в России нефти составляет 2,7 %. 
Ключевое нефтегазодобывающее предприятие компании «Славнефть» — «Славнефть-Мегионнефтегаз» является градообразующим предприятием города Мегиона.
Основное нефтеперерабатывающее предприятие компании — ОАО «Славнефть-ЯНОС» (ЯНОС) — занимает четвертое место среди российских НПЗ по объёму переработки углеводородного сырья. Доля ЯНОСа в общем объёме перерабатываемой в России нефти составляет 5,3 % (по итогам 2016 года).
Полное наименование — Открытое акционерное общество «Нефтегазовая компания «Славнефть». Штаб-квартира — в Москве.

## История
Компания была создана как совместное российско-белорусское предприятие в 1994 году, изначально её акционерами являлись Госкомимущество России и Мингосимущество Белоруссии (вкладом белорусской стороны был Мозырский НПЗ, российской — НПЗ в Ярославле и ряд добывающих предприятий). Главой компании был Михаил Гуцериев.
В 2002 году акции «Славнефти» были проданы консорциуму Сибнефти (сейчас — «Газпром нефть») и Тюменской нефтяной компании за 1,86 млрд долларов.
В 2009 году «Славнефть» начала распродажу сервисных активов. В декабре 2010 года компания сообщила о закрытии сделок по продаже семи вспомогательных блоков. Вырученная за них сумма составила 2,2 млрд руб.

## Собственники и руководство
Является совместным предприятием Газпром нефти и Роснефти на паритетных началах.
Список прямых акционеров, владеющих не менее чем 5 % уставного капитала ОАО «НГК «Славнефть» (по состоянию на 02.06.2016 г.):
- ООО «Ойл-слаф»: 86,5342 %;
- Select Holdings Limited: 7,7037 %.

Президент — Осипов Михаил Леонович.

## Структура
- Геологоразведочные предприятия
  - ООО «Мегион геология»
  - ООО «Байкитская нефтегазоразведочная экспедиция»
- Добывающие предприятия
  - ПАО «Славнефть-Мегионнефтегаз»
  - ПАО «Славнефть-Мегионнефтегазгеология»
  - ООО «Славнефть-Нижневартовск»
  - ЗАО «Обьнефтегеология»
  - ОАО «Обьнефтегазгеология»
  - ООО «Славнефть-Красноярскнефтегаз»
- Перерабатывающие предприятия
  - ОАО «Славнефть-ЯНОС»
  - ОАО «Мозырский НПЗ»
- Сбытовые предприятия
  - ЗАО «Топливно-заправочный комплекс «Славнефть-Туношна»
- Сервисные предприятия
  - ООО «Славнефть — Научно-производственный центр»
  - ООО «Мегионское управление буровых работ» (ООО "МУБР")
  - ООО «МегионЭнергоНефть» (ООО "МЭН")
  - ЗАО «Управление отгрузок»
  - ООО «СН-Торг»

В структуру холдинга «Славнефть» входят два нефтеперерабатывающих завода — ОАО «Славнефть-ЯНОС» (Ярославская область РФ) и ОАО «Мозырский НПЗ» (Республика Беларусь). Продукция НПЗ «Славнефти» реализуется как в России, так и за рубежом. Экспортные поставки нефтепродуктов и продажу их на внутреннем рынке РФ и Республики Беларусь осуществляют акционеры холдинга — компании «Газпром нефть» и «Роснефть».

### Показатели деятельности
«Славнефть» в 2016 году добыла 15 млн т нефти. Объем переработки углеводородного сырья в 2016 году с учетом доли компании в ОАО «Мозырский НПЗ» (42,58%) составил 19,2 млн т.
Выручка по РСБУ в 2016 году составила 13,301 млрд руб., чистая прибыль — 10,242 млрд руб.